# Damazy Zielewicz
Damazy Maciej Zielewicz (ur. 1811, zm. 14 maja 1891) – oficer wojsk polskich w czasie powstania listopadowego, duchowny katolicki.

## Życiorys
Damazy Zielewicz urodził się w 1811 roku w Powidzu w rodzinie ziemiańskiej, jako najstarszy syn Franciszka Zielewicza i Katarzyny z d. Kozłowskiej. Zmarł 14 maja 1891 roku w Krakowie.
Ukończył gimnazjum w Trzemesznie. W młodości przebywał w majątku wuja Jakóba Kozłowskiego, gdzie uczył się gospodarki. W 1831 roku bierze udział w Powstaniu listopadowym w czasie którego jest oficerem. Ranny pod Ostrołęką, leczy się w szpitalu ewangelickim w Warszawie. Po zdobyciu stolicy przez Rosjan przez krewnego Wojczyńskiego został przeniesiony do szpitala w klasztorze franciszkanów.  Po powstaniu wstępuje do klasztoru. Jako gwardian odbudowuje klasztor franciszkanów spalony podczas pożaru Krakowa w 1850 roku. Przez trzydzieści lat pełni funkcję komisarza biskupiego ss. Norbertanek w Krakowie. Zmarł w klasztorze franciszkanów. Pochowany w grobie weteranów z 1831 roku na cmentarzu Rakowickim w Krakowie.

## Publikacje
- Mowa w czasie żałobnego nabożeństwa za duszę ś. p. ks. Karola Antoniewicza miana w dniu 9 grudnia 1852 roku w kaplicy Matki Boskiej Bolesnej przy kościele Ks. Franciszkanów Kraków 1853[4]
- Mowa przy Obłóczynach trzech Panien przyjętych do klasztoru zakonnic ś. Norberta w kościele na Zwierzyńcu dnia 6. października 1859 r 1860
- Katechizm rzymskokatolicki czyli wykłady nauki chrześcijańskiej dla uczącej się młodzieży płci obojej według klas ułożony przez księdza ....franciszkanina Kraków 1850[5]